# 上野村農業協同組合
上野村農業協同組合（うえのむらのうぎょうきょうどうくみあい）とは、群馬県多野郡上野村に本所を置き、主にみそ、漬物、イノブタ加工品等の製造、販売を行っている経済専門農協である。愛称はJA上野村。1951年に発足した。

## 概要
設立日
- 1951年（昭和26年）8月11日

従業員数
- 27名

出資金
- 5866万6千円

事業内容
- 加工食品（みそ、漬物、イノブタ等）の製造及び販売

信用事業と共済事業は、2007年に多野藤岡農業協同組合が譲受しており、当農協は経済事業専門の農協となっている。

## 組合施設
本所
- 群馬県多野郡上野村大字勝山110

琴平センター（直売所及び食堂）
- 群馬県多野郡上野村大字勝山118

給油所
- 群馬県多野郡上野村大字勝山110

みそ加工所
- 群馬県多野郡上野村大字乙父948-1

JAマート（スーパーマーケット）
- 群馬県多野郡上野村大字乙父891

焼肉センター
- 群馬県多野郡上野村大字乙父891

## 十石みそ
- JA上野村の代表的な生産品である十石みそは、村に古くから伝来する伝統製法を用いて製造されており、村内は勿論のこと、エーコープ及びベイシア等、県内のスーパーマーケットでも購入することができる。